# Андреев, Алексей Данилович
Алексей Данилович Андреев (род. 22 декабря 1944) — советский хоккеист, защитник. Мастер спорта СССР.

## Биография
На молодёжном уровне играл за московские «Крылья Советов». В 1964 году дебютировал в первенстве СССР в составе команды 2 группы класса «А» «Спутник» Нижний Тагил, где отыграл три сезона. С 1967 года выступал за «Крылья Советов». В сезоне 1972/73, в котором команда стала бронзовым призёром чемпионата СССР, провёл 14 игр. В следующем сезоне клуб стал чемпионом СССР, но Андреев, проведя пять матчей, перешёл в клуб первой лиги «Сокол» Киев. После начала сезона 1976/77 перешёл в клуб второй лиги «Металлург» Череповец. По окончании сезона завершил карьеру в командах мастеров.
Победитель хоккейного турнира зимней Универсиады 1972 года.